# Nymphorgerius dimorphus
Nymphorgerius dimorphus är en insektsart som först beskrevs av Oshanin 1879.  Nymphorgerius dimorphus ingår i släktet Nymphorgerius och familjen Dictyopharidae. Inga underarter finns listade i Catalogue of Life.